# Ana Pardo de Vera
Ana Pardo de Vera Posada (Lugo, 1974) es una filóloga y periodista española.

## Biografía
Nacida en febrero de 1974, en Lugo. Es hija de Gerardo Pardo de Vera Díaz de Orbea, militante de Alianza Popular que fue el primer alcalde de Becerreá tras la restauración del sistema democrático en 1979, y de Ana Luisa Posada. Es hermana mayor de la ingeniera Isabel Pardo de Vera Posada, que entre 2021 y 2023 fue secretaria de Estado de Transportes, Movilidad y Agenda Urbana y previamente, entre junio de 2018 y julio de 2021, presidió la empresa pública Adif.
Se licenció en Filología Hispánica y cursó posteriormente un máster en Medios de Comunicación. Ha escrito en varios medios de comunicación como Diario 16, La Voz de Galicia, Tiempo o El Siglo de Europa y ha colaborado con diversas radios y televisiones. En 2007 participó en la fundación de Público.
Durante el Gobierno de José Luis Rodríguez Zapatero fue asesora de Comunicación en los Ministerios de Defensa, Industria, Turismo y Comercio y Vicepresidencia de Política Territorial.
Desde 2016 hasta 2019 dirigió el periódico digital Público.

## Obra
- 2013. En la maleta de Zapatero. Jot Down. ISBN 978-84-616-4411-7.[6]
- 2021. La armadura del Rey. (coautora). Ediciones B y Ara Llibres, en catalán.
- 2022. Chantaje a una jueza. Espasa.